# Хессенек
Хессенек (нем. Hesseneck) — упразднённая община в Германии, в земле Гессен. Подчинялась административному округу Дармштадт. Входила в состав района Оденвальд. Население составляло 622 человека (на 31 декабря 2010 года). Занимала площадь 29,98 км².
Община подразделялась на 3 сельских округа.

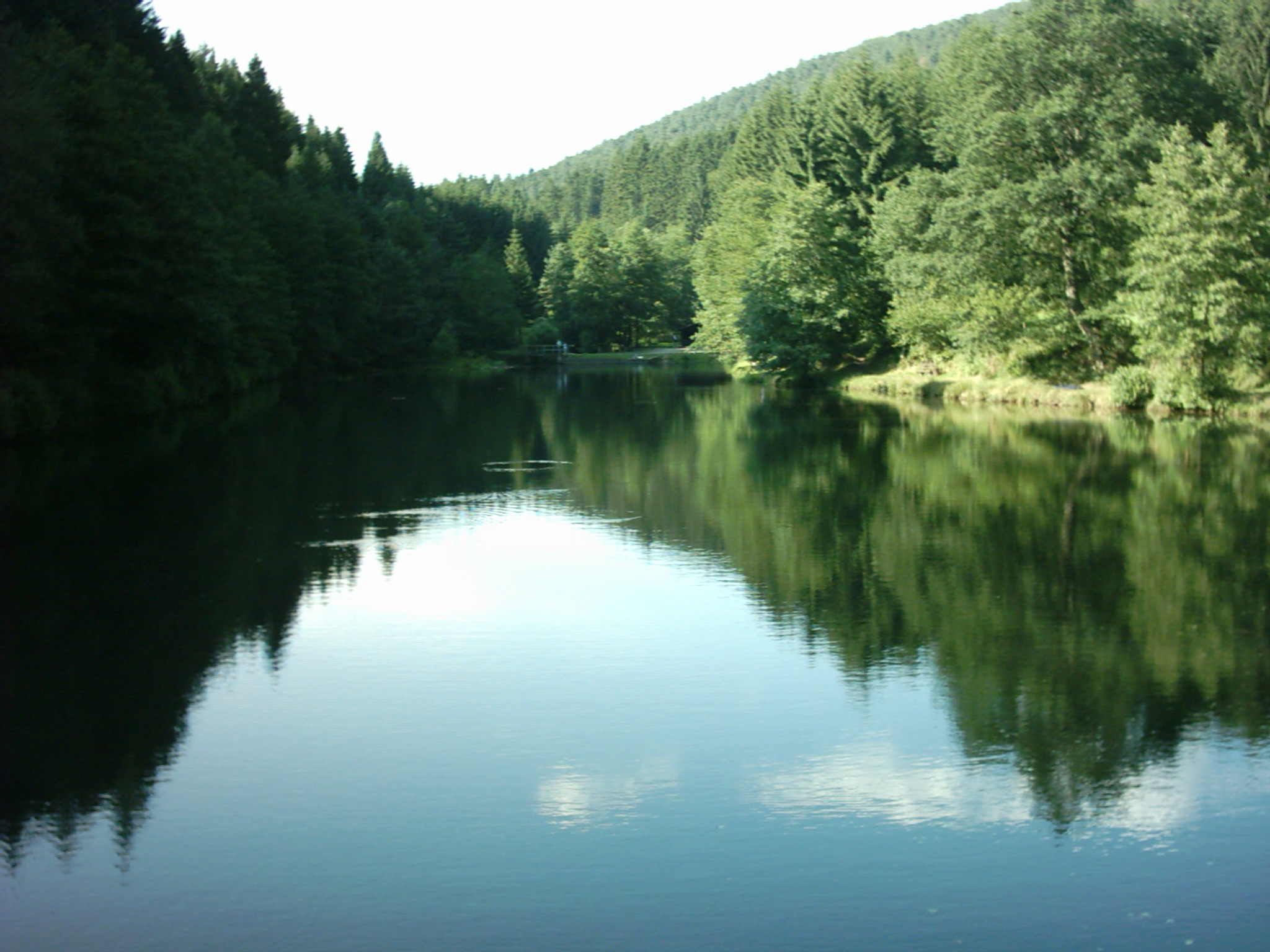